# The Fixx
The Fixx ist eine britische New-Wave-Band.
Ihre größten Erfolge hatte die Band in den achtziger Jahren. Vor allem in den Vereinigten Staaten von Amerika war sie zeitweise berühmter als in England. Die bekanntesten Stücke sind unter anderen One Thing Leads to Another, ein Nummer-4-Hit in den USA, Red Skies, Less Cities More Moving People und Built for the Future. Prägend für den Sound von The Fixx sind die Stratocaster-Gitarrenriffs von Jamie West-Oram, eine präzise und sparsam arbeitende Rhythmusgruppe sowie die farbliche Untermalung mit ungewöhnlichen Synthesizer-Klängen. In den teils anspruchsvollen Texten von Cy Curnin drückt sich gesellschaftliches und politisches Bewusstsein aus. Obwohl einige ihrer Alben vom damals sehr erfolgreichen Produzenten Rupert Hine produziert wurden, gelang der Band kein Durchbruch in die kommerzielle Oberliga.

## Geschichte
Sänger Cy Curnin und Schlagzeuger Adam Woods gründeten die Band 1979 in London unter dem Namen „The Portraits“. Im selben Jahr stießen Keyboarder Rupert Greenall, Gitarrist Tony McGrail und Bassist Russell Mckenzie zur Gruppe. Ende 1980 nahm man dann den Namen „The Fix“ an. Zur Vermeidung von Assoziation mit Drogen wurde ein Jahr später daraus „The Fixx“. Ebenso 1980 ersetzte Jamie West-Oram Tony McGrail als Gitarrist, während die Position des Bassisten öfters umbesetzt wurde. In der erfolgreichsten Phase in der ersten Hälfte der 1989 und seit 2008 belegt Dan K. Brown diese Position. Zwischendrin verwendete man Session-Musiker als Bassisten, die nicht offiziell der Gruppe angehörten.
Das erste Album „Shuttered Room“ (1982) brachte durch „Stand or Fall“ einen Billboard Hot 100 Hit hervor. Mit „Saved By Zero“ aus dem Nachfolgealbum „Reach The Beach“ (1983) erreichte die Band erstmals die Top 20 in Amerika. „One Thing Leads To Another“ ist bis heute der einzige Top-10-Hit in den USA. Mit „Sign Of Fire“ enthielt „Reach The Beach“ einen dritten US-Top-40-Hit. Durch „Are We Ourselves“ aus dem Album „Phantoms“ (1984) erreichte die Gruppe erneut die Top-20 in den USA. Das Album beinhaltet mit „Sunshine in the Shade“ einen weiteren US-Hit. Zwei Jahre später drang die Gruppe mit „Secret Separation“ aus dem Album „Walkabout“ (1986) ein letztes Mal in die US-Top-20 vor. Später waren die Briten 1989 mit „Driven Out“ aus dem Album „Calm Animals“ und 1991 mit „How Much Is Enough?“ aus dem Album „Ink“ (1991) nochmal in den Hot-100, konnten aber nicht mehr ganz an den Erfolg in der ersten Hälfte der 1980er anknüpfen.
Ähnlich erfolgreich wie in den Vereinigten Staaten waren The Fixx auch in deren Nachbarland Kanada. Dort belegte „One Thing Leads To Another“ sogar Platz 1. Nur mäßig erfolgreich waren die Briten in ihrer eigenen Heimat: Zwei Singles schafften es zwischen Platz 50 und 60, zwei weitere auf eine Position zwischen 80 und 90. Ähnlich sah es in Australien aus.
Obwohl die Stücke von The Fixx auch im deutschen Radio zu hören waren und sind, gelang keiner einzigen Single der Sprung in die Deutschen Single-Charts. Immerhin wurde aber das Album „Phantoms“ 1984 eine Woche auf Position 59 notiert.

## Diskografie

### Alben
| Jahr | Titel           | Höchstplatzierung, Gesamtwochen, AuszeichnungChartplatzierungen (Jahr, Titel, Platzierungen, Wochen, Auszeichnungen, Anmerkungen) | Höchstplatzierung, Gesamtwochen, AuszeichnungChartplatzierungen (Jahr, Titel, Platzierungen, Wochen, Auszeichnungen, Anmerkungen) | Höchstplatzierung, Gesamtwochen, AuszeichnungChartplatzierungen (Jahr, Titel, Platzierungen, Wochen, Auszeichnungen, Anmerkungen) | Anmerkungen |
| Jahr | Titel           | DE | UK | US | Anmerkungen |
| ---- | --------------- | --- | --- | --- | ----------- |
| 1982 | Shuttered Room  | — | UK54 (6 Wo.)UK | US106 (51 Wo.)US |             |
| 1983 | Reach the Beach | — | UK91 (1 Wo.)UK | US8 Platin · (54 Wo.)US |             |
| 1984 | Phantoms        | DE59 (1 Wo.)DE | — | US19 Gold · (29 Wo.)US |             |
| 1986 | Walkabout       | — | — | US30 (21 Wo.)US |             |
| 1988 | Calm Animals    | — | — | US72 (18 Wo.)US |             |
| 1991 | Ink             | — | — | US111 (10 Wo.)US |             |

Weitere Veröffentlichungen
- 1998: Elemental
- 1999: 1011 Woodland – Best of Unplugged!
- 2003: Want that Life
- 2012: Beautiful Friction
- 2022: Every Five Seconds

### Livealben
| Jahr | Titel | Höchstplatzierung, Gesamtwochen, AuszeichnungChartplatzierungen (Jahr, Titel, Platzierungen, Wochen, Auszeichnungen, Anmerkungen) | Höchstplatzierung, Gesamtwochen, AuszeichnungChartplatzierungen (Jahr, Titel, Platzierungen, Wochen, Auszeichnungen, Anmerkungen) | Höchstplatzierung, Gesamtwochen, AuszeichnungChartplatzierungen (Jahr, Titel, Platzierungen, Wochen, Auszeichnungen, Anmerkungen) | Anmerkungen |
| Jahr | Titel | DE | UK | US | Anmerkungen |
| ---- | ----- | --- | --- | --- | ----------- |
| 1987 | React | — | — | US110 (7 Wo.)US |             |

Weitere Veröffentlichungen
- 1995: In Concert (King Biscuit Flower Hour)
- 1997: Real Time Stood Still
- 2002: Stand or Fall

### Kompilationen
- 1989: One Thing Leads to Another
- 1994: Missing Links
- 1999: Ultimate Collection: The Fixx
- 1999: Elemental + 1011 Woodland
- 2000: 20th Century Masters – The Millennium Collection: The Best of the Fixx
- 2000: Extended Versions
- 2001: Happy Landings and Lost Tracks
- 2002: Then and Now
- 2004: Stage One
- 2005: The Twenty-fifth Anniversary Anthology

### Singles
| Jahr | Titel Album                                | Höchstplatzierung, Gesamtwochen, AuszeichnungChartplatzierungen (Jahr, Titel, Album, Platzierungen, Wochen, Auszeichnungen, Anmerkungen) | Höchstplatzierung, Gesamtwochen, AuszeichnungChartplatzierungen (Jahr, Titel, Album, Platzierungen, Wochen, Auszeichnungen, Anmerkungen) | Höchstplatzierung, Gesamtwochen, AuszeichnungChartplatzierungen (Jahr, Titel, Album, Platzierungen, Wochen, Auszeichnungen, Anmerkungen) | Anmerkungen |
| Jahr | Titel Album                                | DE | UK | US | Anmerkungen |
| ---- | ------------------------------------------ | --- | --- | --- | ----------- |
| 1982 | Stand or Fall Shuttered Room               | — | UK54 (4 Wo.)UK | US76 (8 Wo.)US |             |
| 1982 | Red Skies Shuttered Room                   | — | UK57 (4 Wo.)UK | — |             |
| 1983 | Saved by Zero Reach the Beach              | — | — | US20 (16 Wo.)US |             |
| 1983 | One Thing Leads to Another Reach the Beach | — | UK86 (3 Wo.)UK | US4 (19 Wo.)US |             |
| 1983 | The Sign of Fire Reach the Beach           | — | — | US32 (13 Wo.)US |             |
| 1984 | Are We Ourselves? Phantoms                 | — | — | US15 (15 Wo.)US |             |
| 1984 | Sunshine in the Shade Phantoms             | — | — | US69 (5 Wo.)US |             |
| 1986 | Secret Separation Walkabout                | — | UK83 (3 Wo.)UK | US19 (14 Wo.)US |             |
| 1988 | Driven Out Calm Animals                    | — | — | US55 (10 Wo.)US |             |
| 1991 | How Much Is Enough? Ink                    | — | — | US35 (11 Wo.)US |             |

Weitere Veröffentlichungen
- 1979: Little Women (als The Portraits)
- 1980: Hazards in the Home (als The Portraits)
- 1981: Lost Planes (als The Fix)
- 1982: Some People
- 1984: Deeper and Deeper
- 1984: Less Cities, More Moving People
- 1984: I Will
- 1986: Treasure It
- 1986: Built for the Future
- 1987: Don’t Be Scared
- 1988: Precious Stone
- 1991: Crucified
- 1991: No One Has to Cry
- 1998: Two Different Views
- 2000: One Thing Leads to Another (J. Benitez Remix)
- 2000: Elected
- 2012: Anyone Else
- 2021: Wake Up
- 2022: Woman of Flesh and Blood
- 2022: Closer

## Musik in Filmen
Die Musik von The Fixx wurde auch öfters in Spielfilmen und Fernsehserien eingesetzt. Aufgelistet werden nur Beiträge, die in Deutschland zu sehen waren.
„Saved by Zero“ wurde gespielt in:
- Gone Girl – Das perfekte Opfer (2014)
- Breaking Bad – Folge: Problemkind (2011)

„One Thing Leads to Another“ wurde gespielt in:
- Cold Case – Kein Opfer ist je vergessen – Folge „Letzte Meldung“ (2009)
- Alle hassen Chris – Folge „Chris hasst den Waschsalon“ (2005)
- Veronica Mars – Folge „Russisches Geschäft“ (2005)
- Susan... verzweifelt gesucht (1985)
- Knight Rider – Folge: „Devon Miles in Nöten“ (aus Staffel 2, 1983)[10]

Weitere Titel:
- „Red Skies“ in Cold Case – Kein Opfer ist je vergessen – Folge „Letzte Meldung“ (2009)
- „All Is Fair“ in Teen Agent – Wenn Blicke töten könnten (1991)
- „I'm Life“ in Miami Vice – Folge „Jenseits des Gesetzes“ (1989)
- „Phantom Living“ in Miami Vice – Folge „Voodoo“ (1985)
- „Letter to Both Sides“ in Fletch - Der Troublemaker (1985)
- „Deeper and Deeper“ in Straßen in Flammen (1984)